# Platyptilia melitroctis
Platyptilia melitroctis là một loài bướm đêm thuộc họ Pterophoridae. Nó được tìm thấy ở Uganda.